# Odile Bain
Odile Bain (née le 28 avril 1939 à Đà Lạt au Vietnam et morte le 16 octobre 2012 à Villejuif,) est une parasitologiste systématicienne française qui a travaillé la majeure partie de sa carrière au Muséum national d'histoire naturelle (MNHN).

## Biographie
De père militaire, elle est née le 28 avril 1939 à Đà Lạt au Vietnam et meurt en région parisienne le 16 octobre 2012. Elle fait son lycée à Dakar au Sénégal et obtient son diplôme de biologie à Rennes en 1960. Elle commence comme professeur de biologie dans un lycée à Rennes puis est assistante-enseignante à la faculté de Rennes en 1962. En 1963, elle décide de faire un cours d'histologie sur Paris.  
Odile Bain rejoint le laboratoire de Zoologie des vers du Professeur Alain Chabaud en septembre 1964, où elle soutient sa thèse de 3e cycle en histologie en avril 1968 puis son Doctorat d'état es Sciences Naturelles sur Évolution des filaires chez les vecteurs : morphologie larvaire et mécanisme du passage des microfilaires dans l'hémocèle. Elle rentre au CNRS (Centre National de la Recherche Scientifique) en tant qu'assistant-chercheur en octobre 1965 puis chargée de recherche en 1971 et en janvier 1984[pas clair] est directrice de recherche à l'Unité mixte de recherche (UMR) 7205 CNRS-MNHN. En 1988[pas clair], elle présente ses travaux pour être directrice de recherches de deuxième classe au CNRS puis, en 1996, de première classe, et finalement DR de classe exceptionnelle. Elle finit sa carrière en tant que chercheur émérite.

## Son expertise
Odile Bain est une experte en systématique et biologie des filaires, elle est la référente d'identification de nématodes au MNHN[réf. nécessaire]. Elle centre sa recherche sur la systématique et la biologie des vers filariens c'est-à-dire le lien phylétique entre les différentes lignées. Elle s’intéresse aussi à d'autres nématodes non-filariens. 
Dans son domaine d'expertise, Odile Bain a formé plusieurs étudiants et chercheurs ce qui lui a permis de mettre en place un réseau de collaborateurs sur un large groupe d'espèces filariennes collectées dans le monde entier. Elle a décrit plusieurs espèces nouvelles tant chez les mammifères, que chez les reptiles et les batraciens. Certaines de ces espèces ont permis de mettre en place des modèles expérimentaux de filarioses de rongeurs comme Monanema martini, Molinema dessetae et Litomosoides sigmodontis.
Dans ces études, elle s’intéresse aussi à l'aspect de la biologie des vecteurs qui sont responsables d'infection des vers filariens.